# الارس (حبيش)

تعديل مصدري - تعديل

الارس, محلة تابعة لقرية مروحة، التابعة لعزلة نقيل العقاب بمديرية حبيش إحدى مديريات محافظة إب في الجمهورية اليمنية، بلغ تعداد سكانها 41 حسب تعداد اليمن لعام 2004.

## روابط خارجية
- المركز الوطني للمعلومات باليمن